# 瓦奇瓦倫圖納山
12°16′19″S 75°44′34″W / 12.27194°S 75.74278°W
瓦奇瓦倫圖納山（Wachwa Runtuna），是秘魯的山峰，位於該國中南部利馬大區，由阿利斯區和托馬斯區負責管轄，屬於秘魯中部山脈的一部分，海拔高度5,000米。